# 마천목좌명공신녹권
마천목좌명공신녹권(馬天牧佐命功臣錄券)은 서울특별시 종로구 국립고궁박물관에 있는 조선시대의 교지이다. 2006년 4월 28일 대한민국의 보물 제1469호로 지정되었다.

## 지정 사유
마천목좌명공신녹권은 조선 태종 1년(1401) 공신도감에서 절충장군 웅무시위사상장군(折衝將軍 雄武侍衛司上將軍) 마천목(馬天牧)에게 발급한 것으로 필사본이다.
좌명공신은 조선초기 제2차 왕자의 난을 평정하는데 공을 세운 사람에게 내린 공신호로 마천목은 후에 태종(1367-1422)이 되는 정안군을 도와 난을 평정하는데 앞장섰다. 태종은 태조가 즉위한 직후 태조개국공신(太祖開國功臣)을 책봉한 예를 좇아, 자신을 도운 47명의 공신을 선정하여 좌명공신(佐命功臣)으로 칭하(稱下)하고 4등급으로 나누어 포상(褒賞)하였는데 이 때 마천목은 3등 공신으로 녹권을 사급받았다.
마천목 좌명공신녹권은 좌명공신 47명에게 발급된 것 중의 하나로 현재까지는 유일본이다. 조선초기에 사급된 개국공신녹권 및 개국원종공신녹권과 비교해 볼 때 도평의사사(都評議使司) 출납(出納)에서 의정부(議政府)의 관(關)으로 바뀐 것 이외에는 서식(書式)을 그대로 유지하고 있어 공식녹권의 체제나 양식변화를 알 수 있는 자료이다. 또한 공신호의 부여와 등급별 포상내용, 특전 등은 공신관계 연구자료로서, 공신도감 구성원은 공신도감의 조직 및 운영관계를 파악할 수 있는 자료로서 중요한 가치를 지닌다.
조선초기에 지정된 녹권들이 대부분 원종공신녹권이며 이화개국공신녹권(국보 232호)만이 정공신 녹권이란 점을 상기하면 마천목 좌명공신 녹권은 역사적으로나 학술적으로 대단히 가치가 있다고 하겠다.

## 같이 보기
- 마천목

## 참고 자료
- 마천목좌명공신녹권 - 국가유산청 국가유산포털